# Robert Bartolomeu
Robert Bartolomeu (* 3. prosince 1993 Otrokovice) je český fotbalový záložník angolského původu, hráč moravského klubu 1.SK Prostějov.

## Klubová kariéra
S fotbalem začínal v šesti letech v moravském klubu FC Viktoria Otrokovice, od svých 11 let pokračoval v mládežnických soutěžích v FC Fastav Zlín (tehdy FC Tescoma Zlín dle sponzora, firmy Tescoma). V sezóně 2012/13 se propracoval do A-týmu. Po sezóně 2014/15 slavil se Zlínem postup do 1. české ligy.
V září 2016 odešel na hostování do 1. SC Znojmo. V zimní přestávce sezóny 2016/17 se vrátil a začal se Zlínem přípravu na jarní část. S týmem vyhrál v sezóně 2016/17 český fotbalový pohár, ve finále 17. května 2017 na Andrově stadioně v Olomouci pomohl vítězným gólem k výhře Zlína 1:0 nad druholigovým SFC Opava.
V červnu 2017 přispěl k zisku další trofeje, premiérového Česko-slovenského Superpoháru (po zdolání Slovanu Bratislava).
V podzimní části sezóny 2017/18 odehrál v české lize jen 3 zápasy (navíc jako střídající hráč), několik málo minut odehrál i v základní skupině Evropské ligy UEFA 2017/18, kam se Zlín kvalifikoval.
V lednu 2018 přijal možnost nabýt herní praxi na Slovensku, odešel na hostování do tamního prvoligového klubu FC ViOn Zlaté Moravce.
Od července 2018 je hráčem druholigové Zbrojovky Brno.

## Reprezentační kariéra
Bartolomeu byl součástí mládežnických reprezentačních týmů ČR do 18 a 19 let.